# Jini
Choi Yun-jin (en hangul, 최윤진; en hanja, 崔允珍; romanización revisada, Choe Yun-jin; McCune-Reischauer, Ch'oe Yunchin; Busan, 16 de abril de 2004), más conocida como Jini, es una cantante surcoreana. Debutó como miembro del grupo femenino Nmixx en febrero de 2022. Tras su salida del mismo el 9 de diciembre de 2022, por motivos personales, se unió a ATOC como solista.

## Biografía y carrera

### 2016-presente: Primeros años e inicios en su carrera musical
Jini comenzó su carrera en JYP Entertainment en 2016 como aprendiz. En 2019, tuvo una participación en el vídeo musical de la canción debut «Lucky Charm» de Nichkhun, miembro del grupo masculino 2PM. El 6 de agosto de 2021, Jini, Jiwoo y Kyujin fueron presentadas como las tres primeras integrantes de Nmixx (conocido como JYPn en ese momento) en un vídeo de baile. Debutó oficialmente con el grupo el 22 de febrero de 2022, con su álbum sencillo Ad Mare. El 9 de diciembre, JYP Entertainment anunció que ella dejaría Nmixx debido a razones personales y que su contrato con la agencia había sido cancelado.
El 14 de abril de 2023, Sublime, una agencia surcoreana, confirmó que firmaría un acuerdo con UAP para dirigir las actividades actorales de Jini. Además, se anunció el cambio de su nombre artístico de Jinni a Jini. El 14 de septiembre, se anunció que ella debutaría con el álbum An Iron Hand in a Velvet Glove el 11 de octubre. En septiembre, Jini se convirtió en la nueva musa de la marca de cuidado de la piel Mixsoon.

## Discografía

### EP
| Título                         | Detalles                                                                                        | Mejor posición | Ventas        |
| Título                         | Detalles                                                                                        | COR            | Ventas        |
| ------------------------------ | ----------------------------------------------------------------------------------------------- | -------------- | ------------- |
| An Iron Hand in a Velvet Glove | - Lanzamiento: 11 de octubre de 2023 - Discográfica: ATOC - Formato(s): CD, descarga, streaming | 9              | - COR: 61 904 |

### Sencillo
| Título                                                                                     | Año  | Mejor posición | Álbum                          |
| Título                                                                                     | Año  | COR            | Álbum                          |
| ------------------------------------------------------------------------------------------ | ---- | -------------- | ------------------------------ |
| «C'mon» (featuring Aminé)                                                                  | 2023 | —              | An Iron Hand in a Velvet Glove |
| «─» indica que el lanzamiento no se posicionó en la lista o no se lanzó en ese territorio. |      |                |                                |